# Erzbistum Pouso Alegre

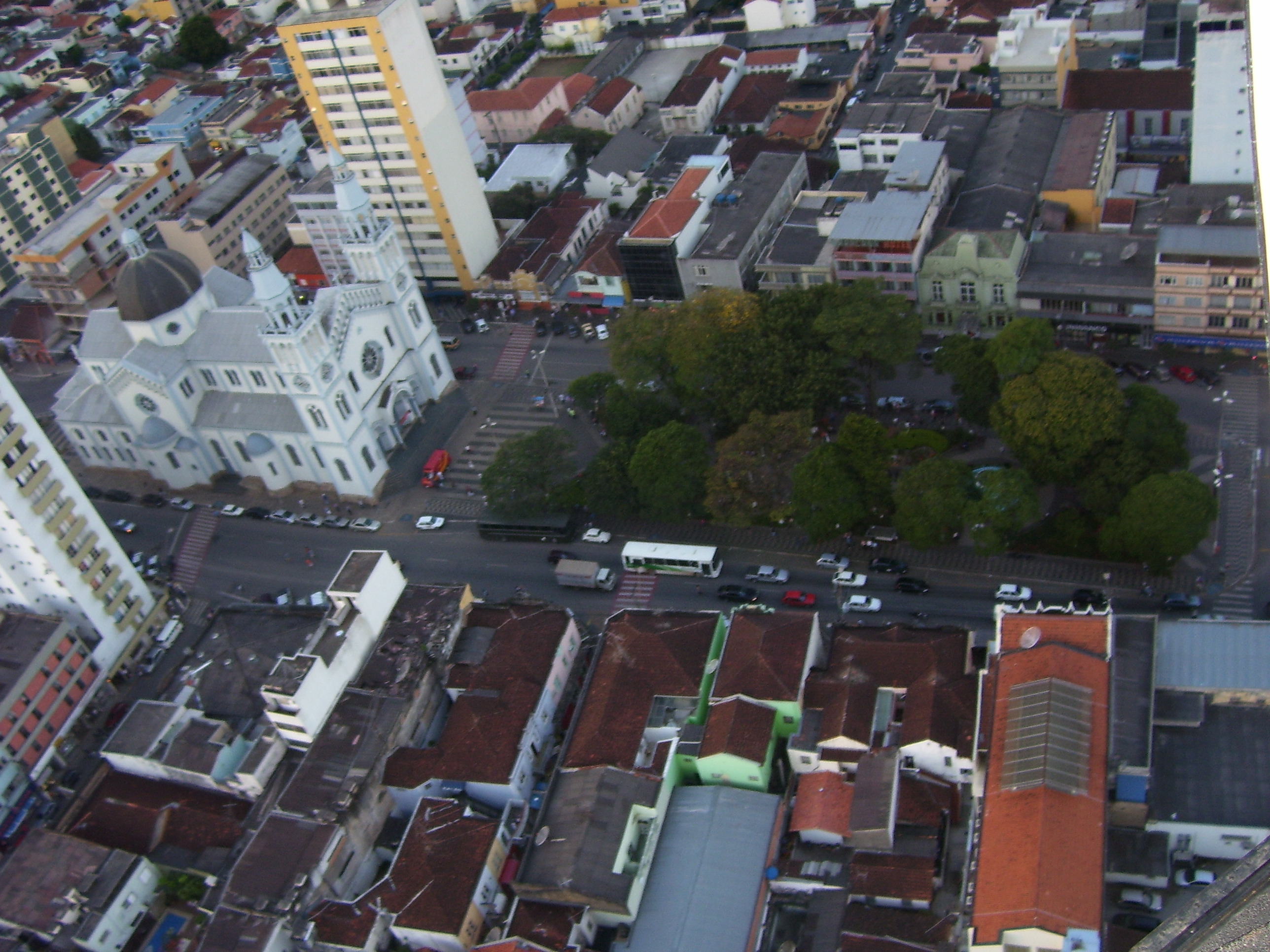
Vogelschau auf die Kathedrale Bom Jesus

Regional CNBB Leste 2.

Erzbistum Pouso Alegre.

Das Erzbistum Pouso Alegre (lat.: Archidioecesis Pouso Alegre) ist eine in Brasilien gelegene römisch-katholische Erzdiözese mit Sitz in Pouso Alegre im Bundesstaat Minas Gerais.

## Geschichte
Papst Leo XIII. gründete das Bistum Pouso Alegre am 4. August 1900 mit der Apostolischen Konstitution Regio latissime patens aus Gebietsabtretungen des Erzbistums Mariana; es wurde dem Erzbistum São Sebastião do Rio de Janeiro als Suffragandiözese unterstellt. Am 1. Mai 1906 wurde es Teil der Kirchenprovinz des Erzbistums Mariana.
Einen Teil seines Territoriums verlor es am 3. Februar 1916 zugunsten der Errichtung des Bistums Guaxupé. Mit der Bulle Qui tanquam Petrus wurde das Bistum am 14. April 1962 zum Erzbistum erhoben.

## Territorium
Das Erzbistum Pouso Alegre umfasst folgende Gemeinden des Bundesstaates Minas Gerais:
Pouso Alegre, Andradas, Bom Repouso, Borda da Mata, Brasópolis, Bueno Brandão, Cachoeira de Minas, Caldas, Camanducaia, Cambuí, Carvalhópolis, Conceição dos Ouros, Congonhal, Consolação, Córrego do Bom Jesus, Delfim Moreira, Espírito Santo do Dourado, Estiva, Extrema, Gonçalves, Ibitiúra de Minas, Inconfidentes, Ipuiúna, Itajubá, Itapeva,  Jacutinga, Maria da Fé, Monte Sião, Munhoz, Ouro Fino, Paraisópolis, Piranguçu, Piranguinho, Poço Fundo, Santa Rita de Caldas, Santa Rita do Sapuca, São João da Mata, São Sebastião da Bela Vista, Sapucaí-Mirim, Senador Amaral, Silvianópolis, Tocos do Moji, Toledo, Turvolândia und Wencelau Braz.

## Ordinarien

### Bischöfe von Pouso Alegre
- João Batista Corrêa Néri (18. Mai 1901 – 3. August 1908, dann Bischof von Campinas)
- Antônio Augusto de Assis (29. November 1909 – 7. Februar 1916, dann Bischof von Guaxupé)
- Octávio Augusto Chagas de Miranda (14. Februar 1916 – 29. Oktober 1959)
- José d’Angelo Neto (12. März 1960 – 14. April 1962)

### Erzbischöfe von Pouso Alegre
- José d’Angelo Neto (14. April 1962 – 31. Mai 1990)
- João Bergese (5. Mai 1991 – 21. März 1996)
- Ricardo Pedro Chaves Pinto Filho OPraem (16. Oktober 1996 – 28. Mai 2014)
- José Luiz Majella Delgado CSsR (seit 28. Mai 2014)

## Statistik
| Jahr | Bevölkerung | Bevölkerung | Bevölkerung | Priester    | Priester          | Priester        | Priester               | Ständige Diakone | Ordensleute | Ordensleute | Pfarreien |
| Jahr | Katholiken  | Einwohner   | %           | Gesamt-zahl | Diözesan-priester | Ordens-priester | Katholiken je Priester | Ständige Diakone | männlich    | weiblich    | Pfarreien |
| ---- | ----------- | ----------- | ----------- | ----------- | ----------------- | --------------- | ---------------------- | ---------------- | ----------- | ----------- | --------- |
| 1950 | 529.445     | 534.445     | 99,1        | 54          | 37                | 17              | 9.804                  |                  | 22          | 175         | 34        |
| 1965 | 402.000     | 412.726     | 97,4        | 94          | 48                | 46              | 4.276                  |                  | 55          | 306         | 40        |
| 1968 | 439.200     | 462.200     | 95,0        | 88          | 45                | 43              | 4.990                  |                  | 60          | 329         | 31        |
| 1976 | 450.000     | 480.000     | 93,8        | 72          | 40                | 32              | 6.250                  |                  | 39          | 243         | 40        |
| 1980 | 494.000     | 546.000     | 90,5        | 71          | 39                | 32              | 6.957                  |                  | 45          | 269         | 43        |
| 1990 | 520.000     | 565.000     | 92,0        | 78          | 56                | 22              | 6.666                  |                  | 23          | 208         | 46        |
| 2000 | 583.318     | 645.000     | 90,4        | 104         | 75                | 29              | 5.608                  |                  | 36          | 213         | 51        |
| 2004 | 660.580     | 730.918     | 90,4        | 91          | 71                | 20              | 7.259                  |                  | 45          | 191         | 53        |
| 2013 | 739.000     | 817.000     | 90,5        | 131         | 111               | 20              | 5.641                  | 1                | 60          | 140         | 59        |